# Juan Carlos Calvo
Juan Carlos Calvo (Montevideo, 26 giugno 1906 – 12 ottobre 1977) è stato un calciatore uruguaiano, di ruolo attaccante. Campione del Mondo con la Nazionale uruguaiana nel 1930.

## Carriera
Giocò nel Miramar Misiones.
Con l'Uruguay vinse la medaglia d'oro al primo Campionato mondiale di calcio del 1930, competizione in cui però non disputò nemmeno un incontro.

## Palmarès

### Giocatore

#### Nazionale
- Campionato mondiale: 1

Uruguay 1930